# Hóquei no gelo nos Jogos Olímpicos de Inverno de 2014 - Masculino
O torneio masculino de hóquei no gelo nos Jogos Olímpicos de Inverno de 2014 foi disputado entre os dias 12 e 23 de fevereiro na Shayba Arena e no Domo de Gelo Bolshoi.

## Medalhistas
|  | CAN Canadá |  | SWE Suécia |  | FIN Finlândia |
|  | Jamie Benn Patrice Bergeron Jay Bouwmeester Jeff Carter Sidney Crosby Drew Doughty Matt Duchene Ryan Getzlaf Dan Hamhuis Duncan Keith Chris Kunitz Roberto Luongo Patrick Marleau Rick Nash Corey Perry Alex Pietrangelo Carey Price Patrick Sharp Mike Smith Martin St. Louis P. K. Subban John Tavares Jonathan Toews Marc-Édouard Vlasic Shea Weber |  | Daniel Alfredsson Nicklas Bäckström Patrik Berglund Alexander Edler Oliver Ekman-Larsson Jhonas Enroth Jimmie Ericsson Jonathan Ericsson Loui Eriksson Jonas Gustavsson Carl Hagelin Niklas Hjalmarsson Marcus Johansson Erik Karlsson Niklas Kronwall Marcus Krüger Gabriel Landeskog Henrik Lundqvist Gustav Nyquist Johnny Oduya Daniel Sedin Jakob Silfverberg Alexander Steen Henrik Tallinder Henrik Zetterberg |  | Juhamatti Aaltonen Aleksander Barkov Mikael Granlund Juuso Hietanen Jarkko Immonen Jussi Jokinen Olli Jokinen Leo Komarov Sami Lepistö Petri Kontiola Lauri Korpikoski Lasse Kukkonen Jori Lehterä Kari Lehtonen Olli Määttä Antti Niemi Antti Pihlström Tuukka Rask Tuomo Ruutu Sakari Salminen Sami Salo Teemu Selänne Kimmo Timonen Ossi Väänänen Sami Vatanen |

## Formato
Mantendo o mesmo formato de 2010, doze equipes disputarão o torneio. Os países com as quatro melhores campanhas (sem importar a que grupo pertencem) se classificarão direto para as quartas-de-final (1D–4D). As demais equipes da primeira fase disputarão os cruzamentos de play-offs, emparelhadas da melhor para a pior campanha, nas posições 5D a 12D.

## Primeira fase
|  | Equipes classificadas às quartas-de-final |
|  | Equipes classificadas aos play-offs       |

Todas as partidas estão no horário local (UTC+4).

### Grupo A
| País               | J | V | VP | DP | D | GP | GS | SG  | Pts |
| ------------------ | - | - | -- | -- | - | -- | -- | --- | --- |
| USA Estados Unidos | 3 | 2 | 1  | 0  | 0 | 15 | 4  | +11 | 8   |
| RUS Rússia         | 3 | 1 | 1  | 1  | 0 | 8  | 5  | +3  | 6   |
| SLO Eslovênia      | 3 | 1 | 0  | 0  | 2 | 6  | 11 | –5  | 3   |
| SVK Eslováquia     | 3 | 0 | 0  | 1  | 2 | 2  | 11 | –9  | 1   |

| 13 de fevereiro | Rússia RUS                                                                                 | 5 – 2                     | SLO Eslovênia            | Domo de Gelo Bolshoi                                           |
| 16:30           | A. Ovechkin 1:17' E. Malkin 3:54' I. Kovalchuk 37:48' V. Nichushkin 43:59' A. Belov 47:53' | (2–0, 1–2, 2–0) Relatório | 21:43', 38:52' Ž. Jeglič | Público: 11 653 Árbitro: USA Dave Jackson CZE Vladimír Šindler |

| 13 de fevereiro | Eslováquia SVK  | 1 – 7                     | USA Estados Unidos                                                                                             | Shayba Arena                                                  |
| 16:30           | T. Tatar 20:24' | (0–1, 1–6, 0–0) Relatório | 14:27' J. Carlson 21:26' R. Kesler 22:32', 33:30' P. Stastny 28:16' D. Backes 34:20' P. Kessel 35:17' D. Brown | Público: 4 119 Árbitro: CZE Antonín Jeřábek CAN Kevin Pollock |

| 15 de fevereiro | Eslováquia SVK  | 1 – 3                     | SLO Eslovênia                                        | Domo de Gelo Bolshoi                                       |
| 12:00           | T. Jurčo 59:42' | (0–0, 0–0, 1–3) Relatório | 43:23' R. Tičar 48:59' T. Razingar 49:22' A. Kopitar | Público: 7 438 Árbitro: RUS Konstantin Olenin USA Tim Peel |

| 15 de fevereiro | Estados Unidos USA                  | 3 – 2 (GWS)                         | RUS Rússia                | Domo de Gelo Bolshoi                                          |
| 16:30           | C. Fowler 36:34' J. Pavelski 49:27' | (0–0, 1–1, 1–1, 0–0, 1–0) Relatório | 29:15', 52:44' P. Datsyuk | Público: 11 678 Árbitro: USA Brad Meier SWE Marcus Vinnerborg |

|                                                     |       | Penalidades                                                                       |  |
| T. J. Oshie J. van Riemsdyk J. Pavelski T. J. Oshie | 4 – 3 | E. Malkin P. Datsyuk I. Kovalchuk P. Datsyuk I. Kovalchuk P. Datsyuk I. Kovalchuk |  |

| 16 de fevereiro | Eslovênia SLO    | 1 – 5                     | USA Estados Unidos                                                   | Shayba Arena                                         |
| 16:30           | M. Rodman 59:42' | (0–2, 0–2, 1–1) Relatório | 01:04', 04:33', 31:05' P. Kessel 32:17' R. McDonagh 43:26' D. Backes | Público: 4 892 Árbitro: USA Mike Leggo FIN Jyri Rönn |

| 16 de fevereiro | Rússia RUS | 1 – 0 (GWS)                         | SVK Eslováquia | Domo de Gelo Bolshoi                                              |
| 16:30           |            | (0–0, 0–0, 0–0, 0–0, 1–0) Relatório |                | Público: 11 097 Árbitro: GER Lars Brüggemann CAN Kelly Sutherland |

|                         |       | Penalidades         |  |
| A. Radulov I. Kovalchuk | 2 – 0 | M. Handzuš T. Tatar |  |

### Grupo B
| País          | J | V | VP | DP | D | GP | GS | SG | Pts |
| ------------- | - | - | -- | -- | - | -- | -- | -- | --- |
| CAN Canadá    | 3 | 2 | 1  | 0  | 0 | 11 | 2  | +9 | 8   |
| FIN Finlândia | 3 | 2 | 0  | 1  | 0 | 15 | 7  | +8 | 7   |
| AUT Áustria   | 3 | 1 | 0  | 0  | 2 | 7  | 15 | −8 | 3   |
| NOR Noruega   | 3 | 0 | 0  | 0  | 3 | 3  | 12 | −9 | 0   |

Todos os horários estão em UTC-8.
| 13 de fevereiro | Finlândia FIN | 8 – 4                     | AUT Áustria                                              | Domo de Gelo Bolshoi                                        |
| 12:00           | M. Granlund 05:15', 58:25' S. Lepistö 11:23' O. Määttä 19:25' J. Immonen 19:33', 51:25' J. Jokinen 21:43' P. Kontiola 32:10' | (4–2, 2–0, 2–2) Relatório | 00:36', 41:29', 54:22' M. Grabner 09:19' T. Hundertpfund | Público: 5 664 Árbitro: GER Daniel Piechaczek USA Ian Walsh |

| 13 de fevereiro | Canadá CAN                                       | 3 – 1                     | NOR Noruega        | Domo de Gelo Bolshoi                                          |
| 21:00           | S. Weber 26:20' J. Benn 35:19' D. Doughty 41:47' | (0–0, 2–0, 1–1) Relatório | 40:22' P. Thoresen | Público: 10 261 Árbitro: USA Mike Leggo SWE Marcus Vinnerborg |

| 14 de fevereiro | Canadá CAN                                                                           | 6 – 0                     | AUT Áustria | Domo de Gelo Bolshoi                                           |
| 21:00           | D. Doughty 05:24' S. Weber 10:12' J. Carter 22:39', 24:09', 34:33' R. Getzlaf 36:48' | (2–0, 4–0, 0–0) Relatório |             | Público: 8 969 Árbitro: USA Dave Jackson RUS Konstantin Olenin |

| 14 de fevereiro | Noruega NOR         | 1 – 6                     | FIN Finlândia                                                                                       | Shayba Arena                                                     |
| 21:00           | P-Å. Skrøder 41:01' | (0–3, 0–2, 1–1) Relatório | 05:46' T. Selänne 06:51', 28:03' L. Korpikoski 17:21' J. Lehterä 31:26' O. Jokinen 57:41' O. Määttä | Público: 3 018 Árbitro: GER Lars Brüggemann CAN Kelly Sutherland |

| 16 de fevereiro | Áustria AUT                               | 3 – 1                     | NOR Noruega         | Domo de Gelo Bolshoi                                       |
| 12:00           | M. Grabner 04:27', 58:23' M. Raffl 06:52' | (2–0, 0–1, 1–0) Relatório | 28:05' P-Å. Skrøder | Público: 6 882 Árbitro: CZE Vladimír Šindler USA Ian Walsh |

| 16 de fevereiro | Finlândia FIN   | 1 – 2 (PRO)                    | CAN Canadá                | Domo de Gelo Bolshoi                                           |
| 21:00           | T. Ruutu 38:00' | (0–1, 1–0, 0–0, 0–1) Relatório | 13:44', 62:32' D. Doughty | Público: 11 263 Árbitro: CZE Antonín Jeřábek CAN Kevin Pollock |

### Grupo C
| País                | J | V | VP | DP | D | GP | GS | SG | Pts |
| ------------------- | - | - | -- | -- | - | -- | -- | -- | --- |
| SWE Suécia          | 3 | 3 | 0  | 0  | 0 | 10 | 5  | +5 | 9   |
| SUI Suíça           | 3 | 2 | 0  | 0  | 1 | 2  | 1  | +1 | 6   |
| CZE República Checa | 3 | 1 | 0  | 0  | 2 | 6  | 7  | –1 | 3   |
| LAT Letônia         | 3 | 0 | 0  | 0  | 3 | 5  | 10 | −5 | 0   |

Todos os horários estão em UTC-8.
| 12 de fevereiro | República Checa CZE               | 2 – 4                     | SWE Suécia                                                         | Domo de Gelo Bolshoi                                                |
| 21:00           | M. Židlický 28:12' J. Jágr 30:01' | (0–2, 2–2, 0–0) Relatório | 10:07', 24:07' E. Karlsson 13:17' P. Berglund 20:51' H. Zetterberg | Público: 11 419 Árbitro: RUS Konstantin Olenin CAN Kelly Sutherland |

| 12 de fevereiro | Letônia LAT | 0 – 1                     | SUI Suíça       | Shayba Arena                                               |
| 21:00           |             | (0–0, 0–0, 0–1) Relatório | 59:52' S. Moser | Público: 5 116 Árbitro: GER Lars Brüggemann USA Brad Meier |

| 14 de fevereiro | República Checa CZE                                                | 4 – 2                     | LAT Letônia                           | Domo de Gelo Bolshoi                               |
| 12:00           | M. Erat 10:10' J. Jágr 19:29' J. Voráček 27:06' M. Židlický 37:02' | (2–1, 2–1, 0–0) Relatório | 13:05' J. Sprukts 22:45' H. Vasiļjevs | Público: 5 831 Árbitro: USA Tim Peel FIN Jyri Rönn |

| 14 de fevereiro | Suécia SWE           | 1 – 0                     | SUI Suíça | Domo de Gelo Bolshoi                                        |
| 16:30           | D. Alfredsson 52:39' | (0–0, 0–0, 1–0) Relatório |           | Público: 7 968 Árbitro: USA Mike Leggo CZE Vladimír Šindler |

| 15 de fevereiro | Suíça SUI           | 1 – 0                     | CZE República Checa | Domo de Gelo Bolshoi                                             |
| 21:00           | S. Bodenmann 14:10' | (1–0, 0–0, 0–0) Relatório |                     | Público: 10 253 Árbitro: GER Daniel Piechaczek CAN Kevin Pollock |

| 15 de fevereiro | Suécia SWE                                                                                    | 5 – 3                     | LAT Letônia                                              | Shayba Arena                                              |
| 21:00           | P. Berglund 15:50' E. Karlsson 22:45' D. Alfredsson 36:14' J. Ericsson 38:47' A. Edler 52:20' | (1–1, 3–1, 1–1) Relatório | 18:48' L. Dārziņš 21:22' J. Sprukts 41:28' Z. Girgensons | Público: 3 709 Árbitro: CZE Antonín Jeřábek USA Ian Walsh |

## Fase final
|  | Play-offs | Play-offs           | Play-offs          |                     |   | Quartas-de-final | Quartas-de-final | Quartas-de-final |  |     | Semifinal      | Semifinal      | Semifinal      |                |     | Final      | Final              | Final |
|  |           |                     |                    |                     |   |                  |                  |                  |  |     |                |                |                |                |     |            |                    |       |
|  |           |                     |                    |                     |   |                  |                  |                  |  |     |                |                |                |                |     |            |                    |       |
|  |           | 1D                  | SWE Suécia         | 5                   |   |                  |                  |                  |  |     |                |                |                |                |     |            |                    |       |
|  |           |                     |                    | 5                   |   |                  |                  |                  |  |     |                |                |                |                |     |            |                    |       |
|  |           |                     | E4                 | SLO Eslovênia       | 0 |                  |                  |                  |  |     |                |                |                |                |     |            |                    |       |
|  | 8D        | SLO Eslovênia       | E4                 | SLO Eslovênia       | 0 | 4                |                  |                  |  |     |                |                |                |                |     |            |                    |       |
|  | 8D        | SLO Eslovênia       |                    |                     |   | 4                |                  |                  |  |     |                |                |                |                |     |            |                    |       |
|  | 9D        | AUT Áustria         | 0                  |                     |   |                  |                  |                  |  |     |                |                |                |                |     |            |                    |       |
|  | 9D        | AUT Áustria         | 0                  |                     |   |                  |                  |                  |  | QF1 | SWE Suécia     | 2              |                |                |     |            |                    |       |
|  |           |                     |                    |                     |   |                  |                  |                  |  | QF1 | SWE Suécia     | 2              |                |                |     |            |                    |       |
|  |           | QF4                 | FIN Finlândia      | 1                   |   |                  |                  |                  |  |     |                |                |                |                |     |            |                    |       |
|  |           | QF4                 | FIN Finlândia      | 1                   |   |                  |                  |                  |  |     |                |                |                |                |     |            |                    |       |
|  |           |                     |                    |                     |   |                  |                  |                  |  |     |                |                |                |                |     |            |                    |       |
|  |           |                     |                    |                     |   |                  |                  |                  |  |     |                |                |                |                |     |            |                    |       |
|  |           | 4D                  | FIN Finlândia      | 3                   |   |                  |                  |                  |  |     |                |                |                |                |     |            |                    |       |
|  |           |                     |                    | 3                   |   |                  |                  |                  |  |     |                |                |                |                |     |            |                    |       |
|  |           |                     | E1                 | RUS Rússia          | 1 |                  |                  |                  |  |     |                |                |                |                |     |            |                    |       |
|  | 5D        | RUS Rússia          | E1                 | RUS Rússia          | 1 | 4                |                  |                  |  |     |                |                |                |                |     |            |                    |       |
|  | 5D        | RUS Rússia          |                    |                     |   | 4                |                  |                  |  |     |                |                |                |                |     |            |                    |       |
|  | 12D       | NOR Noruega         | 0                  |                     |   |                  |                  |                  |  |     |                |                |                |                |     |            |                    |       |
|  | 12D       | NOR Noruega         | 0                  |                     |   |                  |                  |                  |  |     |                |                |                |                | SF1 | SWE Suécia | 0                  |       |
|  |           |                     |                    |                     |   |                  |                  |                  |  |     |                |                |                |                | SF1 | SWE Suécia | 0                  |       |
|  |           | SF2                 | CAN Canadá         | 3                   |   |                  |                  |                  |  |     |                |                |                |                |     |            |                    |       |
|  |           | SF2                 | CAN Canadá         | 3                   |   |                  |                  |                  |  |     |                |                |                |                |     |            |                    |       |
|  |           |                     |                    |                     |   |                  |                  |                  |  |     |                |                |                |                |     |            |                    |       |
|  |           |                     |                    |                     |   |                  |                  |                  |  |     |                |                |                |                |     |            |                    |       |
|  |           | 3D                  | CAN Canadá         | 2                   |   |                  |                  |                  |  |     | Terceiro lugar | Terceiro lugar | Terceiro lugar | Terceiro lugar |     |            |                    |       |
|  |           |                     |                    | 2                   |   |                  |                  |                  |  |     | Terceiro lugar | Terceiro lugar | Terceiro lugar | Terceiro lugar |     |            |                    |       |
|  |           |                     | E2                 | LAT Letônia         | 1 |                  |                  |                  |  |     |                |                |                |                |     |            |                    |       |
|  | 6D        | SUI Suíça           | E2                 | LAT Letônia         | 1 | 1                |                  |                  |  |     |                |                | LSF1           | FIN Finlândia  | 5   |            |                    |       |
|  | 6D        | SUI Suíça           |                    |                     |   | 1                |                  |                  |  |     |                |                | LSF1           | FIN Finlândia  | 5   |            |                    |       |
|  | 11D       | LAT Letônia         | 3                  |                     |   |                  |                  |                  |  |     |                |                |                |                |     | LSF2       | USA Estados Unidos | 0     |
|  | 11D       | LAT Letônia         | 3                  |                     |   |                  |                  |                  |  | QF3 | CAN Canadá     | 1              |                |                |     | LSF2       | USA Estados Unidos | 0     |
|  |           |                     |                    |                     |   |                  |                  |                  |  | QF3 | CAN Canadá     | 1              |                |                |     |            |                    |       |
|  |           | QF2                 | USA Estados Unidos | 0                   |   |                  |                  |                  |  |     |                |                |                |                |     |            |                    |       |
|  |           | QF2                 | USA Estados Unidos | 0                   |   |                  |                  |                  |  |     |                |                |                |                |     |            |                    |       |
|  |           |                     |                    |                     |   |                  |                  |                  |  |     |                |                |                |                |     |            |                    |       |
|  |           |                     |                    |                     |   |                  |                  |                  |  |     |                |                |                |                |     |            |                    |       |
|  |           | 2D                  | USA Estados Unidos | 5                   |   |                  |                  |                  |  |     |                |                |                |                |     |            |                    |       |
|  |           |                     |                    | 5                   |   |                  |                  |                  |  |     |                |                |                |                |     |            |                    |       |
|  |           |                     | E3                 | CZE República Checa | 2 |                  |                  |                  |  |     |                |                |                |                |     |            |                    |       |
|  | 7D        | CZE República Checa | E3                 | CZE República Checa | 2 | 5                |                  |                  |  |     |                |                |                |                |     |            |                    |       |
|  | 7D        | CZE República Checa |                    |                     |   | 5                |                  |                  |  |     |                |                |                |                |     |            |                    |       |
|  | 10D       | SVK Eslováquia      | 3                  |                     |   |                  |                  |                  |  |     |                |                |                |                |     |            |                    |       |

### Play-offs
| 18 de fevereiro | Eslovênia SLO                                                          | 4 – 0                     | AUT Áustria | Domo de Gelo Bolshoi                                          |
| 12:00           | A. Kopitar 05:29' J. Urbas 11:57' S. Kovačevič 23:21' J. Muršak 57:02' | (2–0, 1–0, 1–0) Relatório |             | Público: 6 821 Árbitro: USA Dave Jackson CZE Vladimír Šindler |

| 18 de fevereiro | Rússia RUS                                                           | 4 – 0                     | NOR Noruega | Domo de Gelo Bolshoi                                             |
| 16:30           | A. Radulov 24:12', 58:53' I. Kovalchuk 37:11' A. Tereshchenko 59:20' | (0–0, 2–0, 2–0) Relatório |             | Público: 11 423 Árbitro: GER Daniel Piechaczek CAN Kevin Pollock |

| 18 de fevereiro | Suíça SUI       | 1 – 3                     | LAT Letônia                                  | Domo de Gelo Bolshoi                                 |
| 21:00           | M. Plüss 35:01' | (0–2, 1–0, 0–1) Relatório | 08:38' O. Bārtulis 11:19', 59:00' L. Dārziņš | Público: 7 912 Árbitro: USA Mike Leggo FIN Jyri Rönn |

| 18 de fevereiro | República Checa CZE                                                             | 5 – 3                     | SVK Eslováquia                           | Shayba Arena                                               |
| 21:00           | A. Hemsky 06:53' R. Červenka 07:22', 35:41' D. Krejčí 17:03' T. Plekanec 59:21' | (3–0, 1–1, 1–2) Relatório | 38:57', 47:20' M. Hossa 48:51' T. Surový | Público: 3 628 Árbitro: USA Tim Peel SWE Marcus Vinnerborg |

### Quartas-de-final
| 19 de fevereiro | Suécia SWE                                                                   | 5 – 0                     | SLO Eslovênia | Domo de Gelo Bolshoi                                        |
| 12:00           | A. Steen 18:50' D. Sedin 41:42' L. Eriksson 48:04' C. Hagelin 51:27', 56:10' | (1–0, 0–0, 4–0) Relatório |               | Público: 7 325 Árbitro: USA Brad Meier CZE Vladimír Šindler |

| 19 de fevereiro | Finlândia FIN                                           | 3 – 1                     | RUS Rússia          | Domo de Gelo Bolshoi                                                |
| 16:30           | J. Aaltonen 09:18' T. Selänne 17:38' M. Granlund 25:37' | (2–1, 1–0, 0–0) Relatório | 07:51' I. Kovalchuk | Público: 11 654 Árbitro: CAN Kelly Sutherland SWE Marcus Vinnerborg |

| 19 de fevereiro | Canadá CAN                      | 2 – 1                     | LAT Letônia       | Domo de Gelo Bolshoi                               |
| 21:00           | P. Sharp 13:37' S. Weber 53:06' | (1–1, 0–0, 1–0) Relatório | 15:41' L. Dārziņš | Público: 9 825 Árbitro: USA Tim Peel FIN Jyri Rönn |

| 19 de fevereiro | Estados Unidos USA                                                                        | 5 – 2                     | CZE República Checa      | Shayba Arena                                                    |
| 21:00           | J. van Riemsdyk 01:39' D. Brown 14:38' D. Backes 19:58' Z. Parise 29:31' P. Kessel 42:01' | (3–1, 1–0, 1–1) Relatório | 04:31', 53:00' A. Hemsky | Público: 4 606 Árbitro: RUS Konstantin Olenin CAN Kevin Pollock |

### Semifinal
| 21 de fevereiro | Suécia SWE                            | 2 – 1                     | FIN Finlândia     | Domo de Gelo Bolshoi                                       |
| 16:00           | L. Eriksson 31:39' E. Karlsson 36:26' | (0–0, 2–1, 0–0) Relatório | 26:17' O. Jokinen | Público: 9 476 Árbitro: RUS Konstantin Olenin USA Tim Peel |

| 21 de fevereiro | Estados Unidos USA | 0 – 1                     | CAN Canadá     | Domo de Gelo Bolshoi                                         |
| 21:00           |                    | (0–0, 0–1, 0–0) Relatório | 21:41' J. Benn | Público: 11 172 Árbitro: USA Brad Meier CAN Kelly Sutherland |

### Decisão do 3º lugar
| 22 de fevereiro | Estados Unidos USA | 0 – 5                     | FIN Finlândia                                                                   | Domo de Gelo Bolshoi                                       |
| 19:00           |                    | (0–0, 0–2, 0–3) Relatório | 21:27', 49:06' T. Selänne 21:38' J. Jokinen 46:10' J. Hietanen 53:09' O. Määttä | Público: 9 052 Árbitro: RUS Konstantin Olenin USA Tim Peel |

### Final
| 23 de fevereiro | Suécia SWE | 0 – 3                     | CAN Canadá                                         | Domo de Gelo Bolshoi                                         |
| 16:00           |            | (0–1, 0–1, 0–1) Relatório | 12:55' J. Toews 35:43' S. Crosby 49:04' C. Krunitz | Público: 11 076 Árbitro: USA Brad Meier CAN Kelly Sutherland |

## Classificação final
| Pos.              | País                |
| ----------------- | ------------------- |
| Medalha de ouro   | CAN Canadá          |
| Medalha de prata  | SWE Suécia          |
| Medalha de bronze | FIN Finlândia       |
| 4                 | USA Estados Unidos  |
| 5                 | RUS Rússia          |
| 6                 | CZE República Checa |
| 7                 | SLO Eslovênia       |
| 8                 | LAT Letônia         |
| 9                 | SUI Suíça           |
| 10                | AUT Áustria         |
| 11                | SVK Eslováquia      |
| 12                | NOR Noruega         |